# Gerald Melzer
Gerald Melzer (* 13. Juli 1990 in Wien) ist ein österreichischer Tennisspieler.

## Biographie
Gerald Melzers Vater, Kommerzialrat Rudolf Melzer (SPÖ), war von 1998 bis 2001 Bürgermeister der Stadt Deutsch-Wagram; seine Mutter Michaela Melzer ist Angestellte. Sein älterer Bruder Jürgen Melzer ist einer der erfolgreichsten österreichischen Tennisspieler.

## Werdegang
Melzers größter Erfolg 2008 war das Überstehen der Qualifikation und das Erreichen der zweiten Runde des ATP-Challenger-Turniers in Graz. Außerdem gewann er beim selben Turnier gemeinsam mit seinem Bruder Jürgen den Doppeltitel. Im Juli 2010 überstand Gerald Melzer die Qualifikation des ATP-Turniers in Umag und stand damit zum ersten Mal im Hauptfeld eines Turniers der ATP Tour. Dort scheiterte er in der ersten Runde am Tschechen Jan Hájek mit 4:6, 3:6. Im September desselben Jahres gewann er seine ersten drei Future-Turniere in Burundi, Ruanda und Uganda.

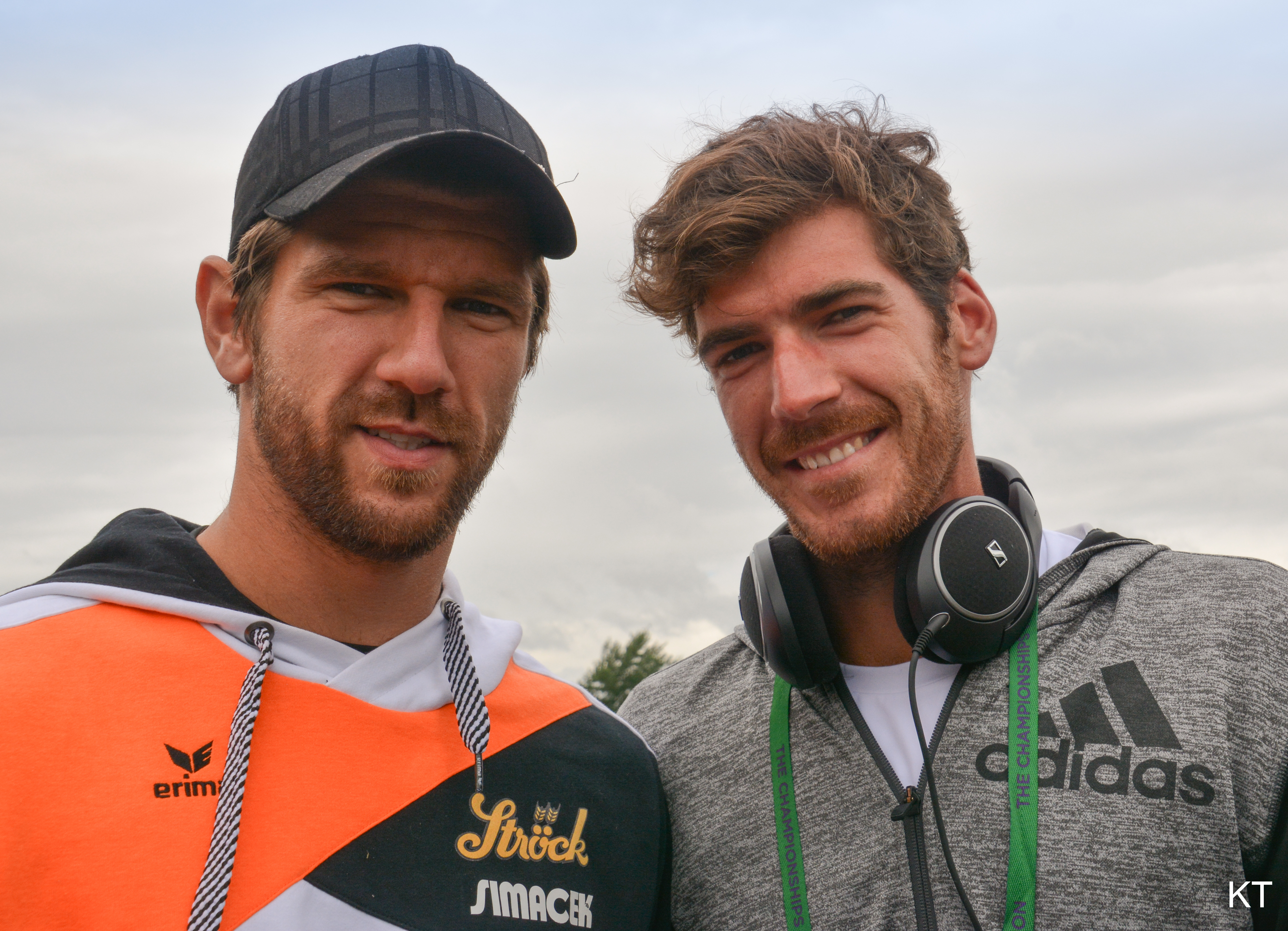
Gerald (rechts) mit seinem Bruder Jürgen

Nach einem mittelmäßigen Saisonstart mit einigen Erst- und Zweitrundenniederlagen gewann Melzer im Mai 2011 sein viertes Future in den Vereinigten Staaten und zog beim selben Turnier ins Finale des Doppelwettbewerbs ein. Im November gelang Melzer die erfolgreiche Titelverteidigung bei den Futures in Burundi und Ruanda. Im Oktober nahm er zum zweiten Mal am Hauptbewerb des ATP-Doppelturniers in Wien teil, scheiterte jedoch wie schon im Vorjahr in der ersten Runde. Melzer gewann im Jahr 2012 weitere Futures sowie sein zweites Turnier der Challenger-Kategorie im Doppel in Tampere. Im April 2013 überstand Melzer in Houston die Qualifikation und stand damit zum zweiten Mal in seiner Karriere im Einzel-Hauptfeld eines ATP-Turniers. Er scheiterte jedoch in der ersten Runde klar mit 6:2 und 6:2 an Paolo Lorenzi. 2014 debütierte er für die österreichische Davis-Cup-Mannschaft in der Europa-Afrika-Zone I gegen die Slowakei. Allerdings in der letzten Partie, die beim Stand von 3:1 für die Slowakei ohne Bedeutung war.
2015 holte er im Davis Cup Anfang März in der Europa-Afrika-Zone I gegen Schweden im letzten Match den entscheidenden dritten Punkt für Österreich, nachdem sein Davis-Cup-erfahrener Bruder Jürgen sowohl sein Auftakt-Einzel als auch das Doppel an der Seite von Alexander Peya verloren hatte, dafür aber Andreas Haider-Maurer seine beiden Einzel gewonnen hatte. Im selben Jahr erreichte er in München auch das erste Mal ein Halbfinale bei einem ATP-Turnier. Dort verlor er in drei Sätzen gegen Philipp Kohlschreiber. In der Saison 2016 gewann Melzer auf der Challenger Tour gleich vier Titel, davon drei in den ersten beiden Kalendermonaten. Beim Sandplatzturnier von Mendoza bezwang er im Finale Axel Michon mit 4:6, 6:4 und 6:0. In Bucaramanga folgte wenige Wochen später der zweite Saisontitel auf Sand, als er im Endspiel Paolo Lorenzi mit 6:3 und 6:1 besiegte. Im Februar gewann Melzer nach einem Zweisatz-Finalerfolg über Alejandro González das Turnier in Morelos. Den vierten Titel gewann er erst zum Ende der Saison, im Oktober in Mohammedia. Im Duell um den Turniersieg setzte er sich mit 3:6, 6:3 und 6:2 gegen Stefanos Tsitsipas durch. Das zweite Mal konnte Melzer ein ATP-Halbfinale erreichen, als er in Kitzbühel zunächst sogar seinen Bruder besiegen konnte. Zum 8. November 2016 erreichte Melzer mit Rang 68 seine bislang höchste Platzierung in der Weltrangliste. 2017 knüpfte er zum Teil an die Erfolge aus dem Jahr 2016 an. In Cortina d’Ampezzo sicherte sich Melzer im Juli den vierten Karrieretitel im Doppel. Mit Guido Andreozzi besiegte er Steven De Waard und Ben McLachlan mit 6:2 und 7:6 (7:4). Ende Oktober gewann Melzer binnen zwei Wochen die Sandplatzturniere in Lima und Guayaquil. Zunächst gewann er die Finalpartie in Lima gegen Jozef Kovalík und schließlich auch das Endspiel in Guayaquil gegen Facundo Bagnis in zwei Sätzen. Bei keinem seiner bisherigen vier Auftritte (drei im Einzel, einer im Doppel) bei Grand-Slam-Turnieren schaffte er es über die erste Runde hinaus.
Im Sommer 2018 verletzte sich Melzer am Sprunggelenk. Er spielte zwar noch weitere Turniere, hatte aber nach anschließender Pause immer noch Schmerzen, sodass er sich 2019 zweimal operieren ließ, ohne dass sich eine Besserung einstellte. Noch im März 2020 konnte Melzer keine Prognose abgeben, ob er seine Karriere fortsetzen kann.
Im Mai 2021 gab er sein Comeback. Im Oktober konnte er das Challenger-Turnier in Bogotá gewinnen.

## Erfolge
| Legende (Anzahl der Siege)                       |
| Grand Slam                                       |
| Tennis Masters Cup                               |
| ATP Masters Series ATP World Tour Masters 1000   |
| ATP International Series Gold ATP World Tour 500 |
| ATP International Series ATP World Tour 250      |
| ATP Challenger Tour (13)                         |

### Einzel

#### Turniersiege
| Nr. | Datum            | Turnier     | Belag     | Finalgegner        | Ergebnis       |
| --- | ---------------- | ----------- | --------- | ------------------ | -------------- |
| 1.  | 22. Februar 2014 | Morelos (1) | Hartplatz | Víctor Estrella    | 6:1, 6:4       |
| 2.  | 10. Januar 2016  | Mendoza     | Sand      | Axel Michon        | 4:6, 6:4, 6:0  |
| 3.  | 31. Januar 2016  | Bucaramanga | Sand      | Paolo Lorenzi      | 6:3, 6:1       |
| 4.  | 20. Februar 2016 | Morelos (2) | Hartplatz | Alejandro González | 7:64, 6:3      |
| 5.  | 8. Oktober 2016  | Mohammedia  | Sand      | Stefanos Tsitsipas | 3:6, 6:3, 6:2  |
| 6.  | 29. Oktober 2017 | Lima        | Sand      | Jozef Kovalík      | 7:5, 7:64      |
| 7.  | 4. November 2017 | Guayaquil   | Sand      | Facundo Bagnis     | 6:3, 6:1       |
| 8.  | 24. Oktober 2021 | Bogotá      | Sand      | Facundo Mena       | 6:2, 3:6, 7:65 |

### Doppel

#### Turniersiege
| Nr. | Datum            | Turnier           | Belag     | Partner         | Finalgegner                                         | Ergebnis          |
| --- | ---------------- | ----------------- | --------- | --------------- | --------------------------------------------------- | ----------------- |
| 1.  | 2. August 2008   | Graz              | Sand      | Jürgen Melzer   | Julien Jeanpierre Nicolas Renavand                  | 1:6, 7:68, [10:4] |
| 2.  | 29. Juli 2012    | Tampere           | Sand      | Michael Linzer  | Niels Desein André Ghem                             | 6:1, 7:63         |
| 3.  | 22. Februar 2014 | Morelos           | Hartplatz | Andrej Martin   | Alejandro Moreno Figueroa Miguel Ángel Reyes Varela | 6:2, 6:4          |
| 4.  | 29. Juli 2017    | Cortina d’Ampezzo | Sand      | Guido Andreozzi | Steven De Waard Ben McLachlan                       | 6:2, 7:64         |
| 5.  | 2. Oktober 2021  | Lima              | Sand      | Julian Lenz     | Nicolás Barrientos Fernando Romboli                 | 7:64, 7:63        |